# IMAX
IMAX (Аймэкс (МФА: [ˈaɪmæks]; англ. Image Maximum — «максимальное изображение»), в советской отраслевой литературе Аймекс) — широкоформатная кинематографическая система, на которой основаны ряд технологий кинопоказа и устройство сети кинотеатров по всему миру.
Формат разработан канадской корпорацией «Мультискрин» в 1970 году и рассчитан на использование для фильмокопий перфорированной киноплёнки шириной 70 мм с продольным расположением кадра. За счёт большой площади изображения на плёнке формат обладает наибольшей информационной ёмкостью из всех существующих, а крупное кадровое окно кинопроекторов позволяет пропускать огромный световой поток на экраны гигантских размеров, недоступных для других кинематографических систем.
В отличие от любых других кинотеатров, в которых ширина экрана меньше длины зрительного зала, экран IMAX превосходит её. В результате угловые размеры изображения превышают поле зрения человека, сидящего на любом месте: 60—120° по горизонтали и 40—80° по вертикали. За счёт этого границы изображения становятся малозаметными, обеспечивая максимальный эффект присутствия («погружения»), наиболее полный при просмотре 3D-фильмов. Благодаря уникальным возможностям IMAX возглавляет список технологий «гигантского экрана» (таких как Iwerks и Astrovision).

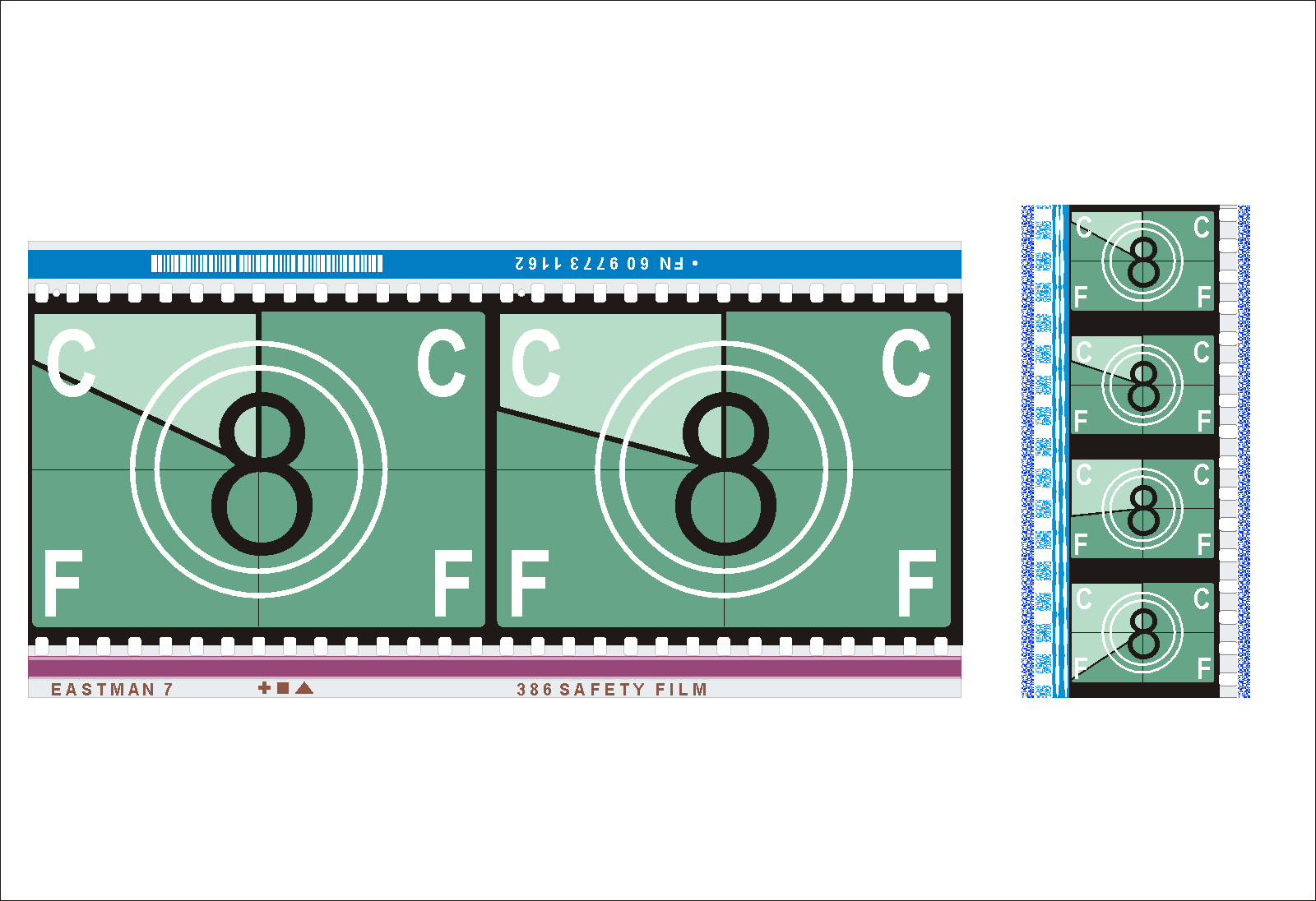
Сравнительные размеры плёнки формата IMAX и классического кадра на 35-мм киноплёнке

## Историческая справка
Попытки усилить впечатление от просмотра кинофильма увеличением размеров экрана начались одновременно с рождением кинематографа. Форматы Fox Grandeur и Magna, появившиеся в 1929 году и ставшие прототипами широкоформатного кино, тогда не получили широкого распространения. Начавшийся в середине 1950-х годов «широкоэкранный бум» вернул зрителей в кинотеатры от телевизоров, но панорамный формат «Синерама», основанный на использовании трёх киноплёнок, проецируемых на большой и сильно изогнутый экран, был слишком сложен в обслуживании. Форматы «Синемаскоп» и «Тодд-АО» оказались проще в эксплуатации, но не позволяли сделать экран достаточно большим для необходимого «эффекта погружения».

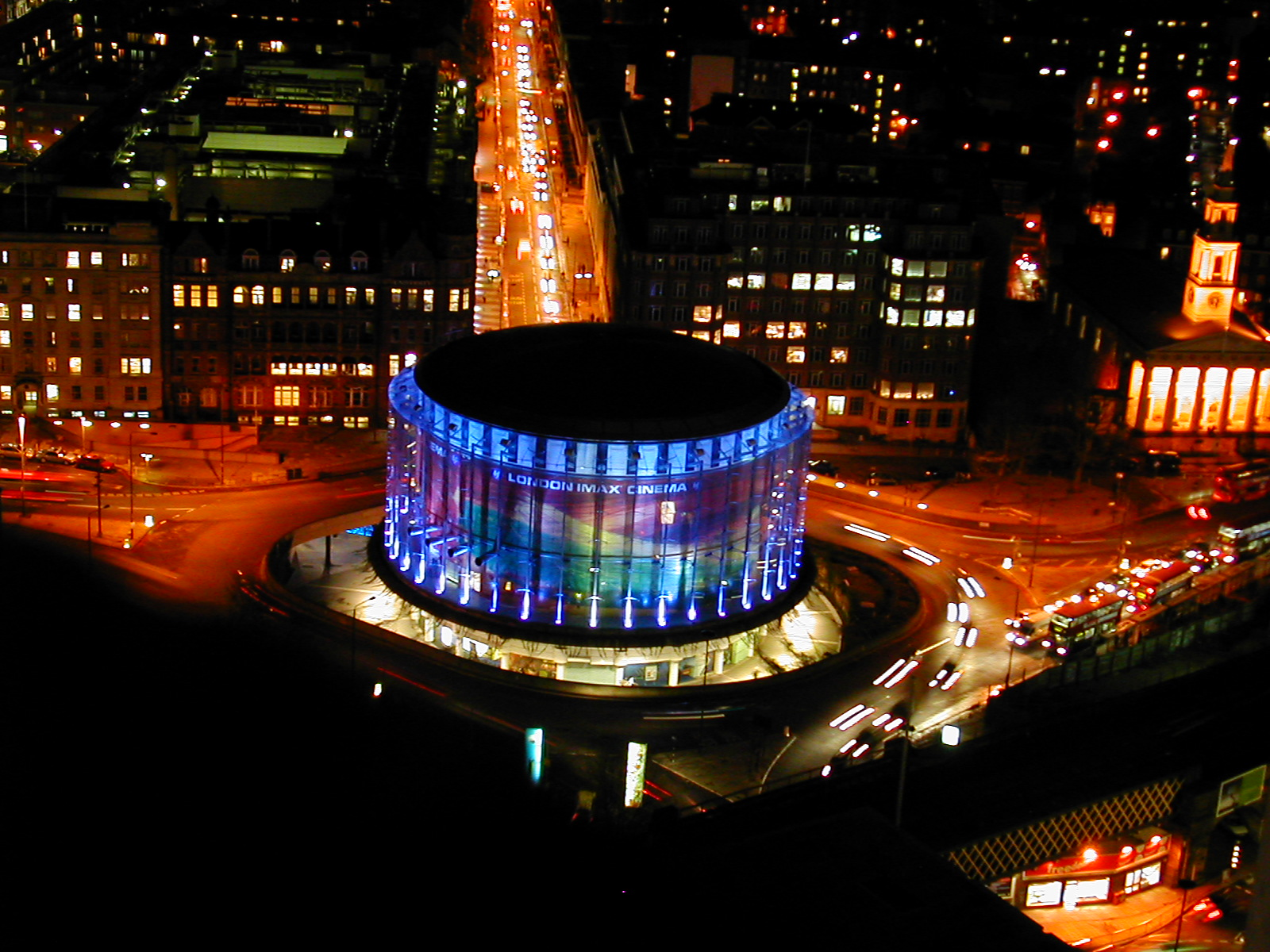
Кинотеатр BFI London IMAX ночью

Технология IMAX решила большинство задач, поставленных её предшественниками, и стала полноценной заменой слишком неудобной «Синерамы». Она была разработана в качестве киноаттракциона для выставки Экспо-67 в Монреале группой инженеров канадской компании Multiscreen Corporation Limited: Граемом Фергюсоном, Романом Койтором, Робертом Керром и Уильямом Шоу. В отличие от «Синерамы», в системе использована одна 70-мм киноплёнка с большим кадром вместо трёх 35-мм киноплёнок. Такое решение было найдено Уильямом Шоу и стало осуществимо благодаря системе перемещения киноплёнки «катящаяся петля», купленной у австралийского изобретателя Рональда Джонса.
Использование одной камеры и одного проектора и стало основным принципиальным отличием новой технологии, названной IMAX, от уже существовавших систем и кинотеатров панорамного кино. От традиционных широкоформатных кино систем формат отличала превосходящая почти втрое площадь кадра и, соответственно, размеры экрана. Для панорамных киносистем оказалась недоступной однородность изображения, получаемого на одной киноплёнке. Первый IMAX-фильм «Ребёнок тигра» был показан 15 мая 1970 года в павильоне Fuji Group на международной выставке «Экспо-70» в Осаке, Япония. Кинокартина выполнена по системе вариоскопического кинематографа и кадр мог быть как цельным, снятым по оригинальной системе IMAX, так и поликадровым, то есть разбитым на 3 или 9 частей. В двух последних случаях съёмка велась на три традиционных широкоформатных кадра Todd AO, повёрнутых вертикально, или на 9 кадров обычного формата, которые совмещались в одном кадре на общем позитиве IMAX.
В дальнейшем от вариоскопической системы отказались, снимая последующие фильмы одним аппаратом. Первый постоянный кинотеатр IMAX «Киносфера» (англ. Cinesphere) был открыт в 1971 году в Торонто. Первый кинотеатр IMAX DOME (сферорама «Омнимакс») был открыт в Сан-Диего в 1973 году. Первый кинотеатр стандарта IMAX 3D был построен в Ванкувере к международной выставке Экспо-86 и проработал до 30 сентября 2009 года. В 1988 году Всесоюзным обществом «Знание» велись переговоры с компанией IMAX о строительстве сферорамы «Омнимакс» в Москве, которая могла стать первой в СССР. Кроме того, планировались съёмки фильмов об СССР по этой технологии, однако достигнуть договорённости тогда не удалось. Первые кинотеатры IMAX в России появились только в 2003 году.
В 2008 году запущен цифровой стандарт IMAX Digital, позволивший компании не только сохранить рынок, но и расширить своё присутствие на нём за счёт малобюджетных цифровых киноустановок в обычных кинотеатрах. Для этого объёмное изображение проецируется на небольшой экран с соотношением сторон 1,89:1 с помощью двух цифровых кинопроекторов с разрешением 2К. Качество изображения таких установок не отличается от обычных кинотеатров и уступает киноплёночному IMAX. Однако, благодаря такому решению компании удалось нарастить свою аудиторию, получив к 2015 году более 1000 экранов по всему миру против 229 в конце 2007 года. По состоянию на июнь 2016 года в мире насчитывалось 1102 IMAX-кинотеатра, расположенных в 69 странах, из которых 990 находились в коммерческих мультиплексах.
20 ноября 2008 года корпорация IMAX и компания «Невафильм» объявили о подписании долгосрочного соглашения о технической поддержке кинотеатров IMAX на территории СНГ, исходя из которого, к 2011 году на территории СНГ должно работать в общей сложности 20 кинотеатров IMAX.
В апреле 2012 года началось тестирование новой системы цифровой проекции IMAX при помощи двух лазерных проекторов с разрешением 4К. В технологии, на разработку которой израсходовано 60 миллионов долларов, использованы 240 новейших патентов, позволяющих кардинально улучшить качество изображения, приблизив его к «киноплёночному».
При этом проекция может осуществляться на экраны шириной более 26 метров с традиционным для IMAX соотношением сторон 1,34:1.
В декабре 2014 года в Торонто открылся первый кинотеатр, построенный по этой системе, в которой вместо ксеноновой лампы используется лазерный источник света. При этом освещённость на экране на 50 % превышает достижимую в обычных цифровых кинотеатрах, а контраст вдвое превосходит этот же параметр кинотеатров IMAX с киноплёнкой.
25 августа 2016 года первый в России лазерный кинозал «Mastercard IMAX laser» открылся в московском мультиплексе «Формула кино на Кутузовском».

## Технические особенности

### Киноплёнка
Формат IMAX основан на использовании для изготовления фильмокопий киноплёнки шириной 70 мм. Однако, в отличие от уже существовавших форматов, на таких плёнках, кадр в которых располагается поперёк и занимает в высоту 5 перфораций, в формате IMAX кадр расположен вдоль киноплёнки с шагом в 15 перфораций. В аппаратах киноплёнка движется горизонтально, а не вертикально, как в большинстве остальных киносистем. Размер кадрового окна киносъёмочного аппарата IMAX составляет 70,4×52,6 мм с соотношением сторон 1,34:1, близким к «классическому». При стандартной частоте съёмки и проекции 24 кадра в секунду фильм в формате IMAX втрое превосходит по длине фильм формата «Тодд-АО» на такой же плёнке. Киноплёнка IMAX изготавливается на безусадочной лавсановой подложке, что обеспечивает повышенную точность её перемещения и устойчивость изображения. IMAX является как производственным, так и прокатным форматом, то есть с негатива, снятого по этой системе, возможна контактная печать фильмокопии.

### Камера

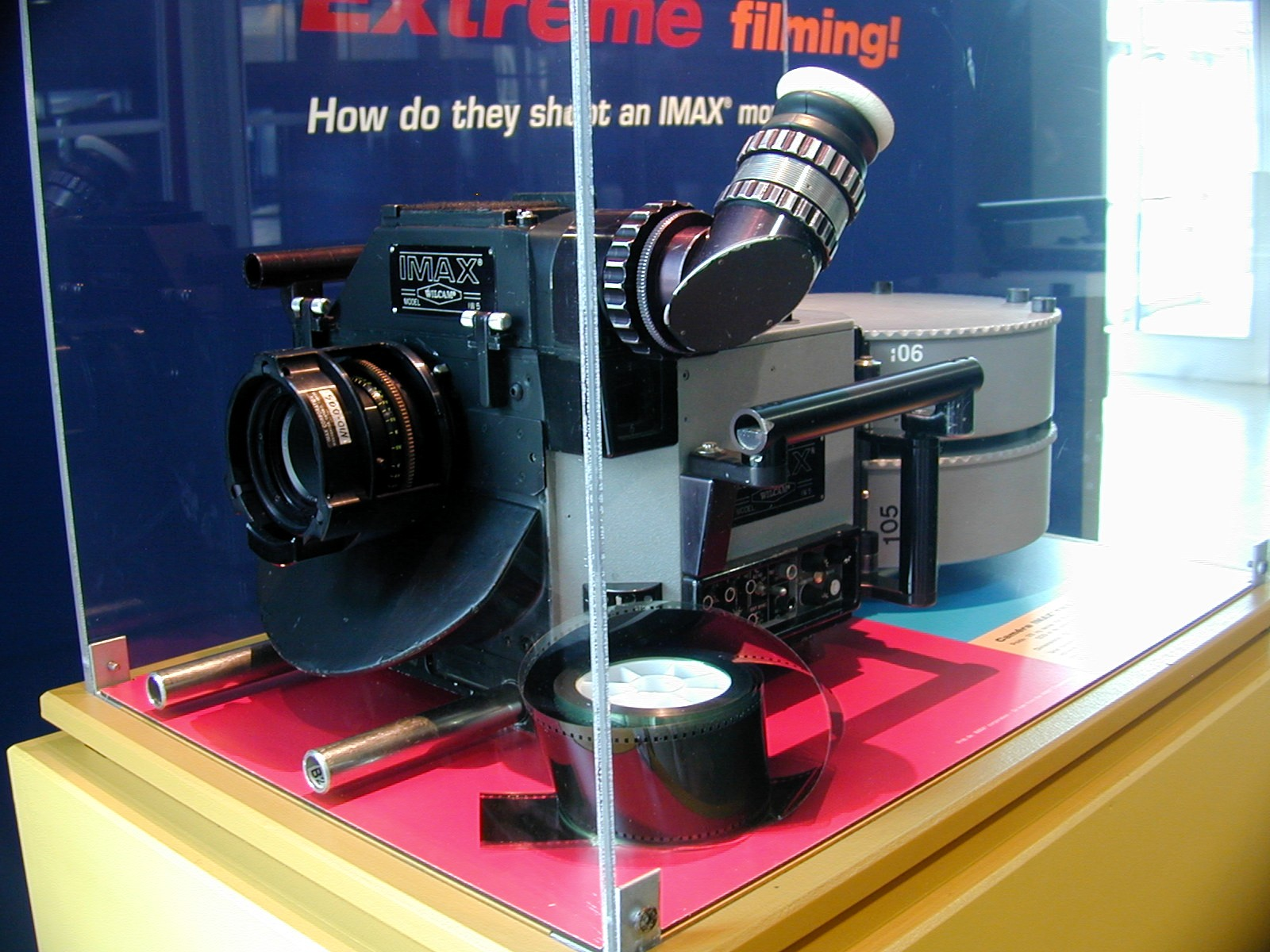
Киносъёмочный аппарат формата IMAX

Киносъёмочная аппаратура IMAX не выпускается серийно, а собирается вручную под заказ в единичных экземплярах или мелкими партиями. За всё время эксплуатации кинематографической системы на киноплёнке в мире построено 26 киносъёмочных аппаратов этого формата. Самый лёгкий из них «Mk II LW», предназначенный для съёмки «плоских» фильмов, весит 46 фунтов (более 20 килограммов). Масса самого тяжёлого аппарата «3D—15 Solido», рассчитанного на стереосъёмку, вместе с минимальным запасом киноплёнки в 300 метров приближается к 100 килограммам.
Из-за большой массы и шумности аппаратуры, в отличие от фильмов всех остальных киносистем, большинство из которых снято в оригинальном формате, в фильмах IMAX на большой формат снимаются только самые ответственные и эффектные сцены. К этому вынуждает и большой расход киноплёнки, 150 метров которой хватает всего на полторы минуты. Длинные монтажные планы требуют установки тяжёлых кассет, вес которых может превышать массу самого аппарата. Поэтому такие сцены снимаются на другие, более удобные для съёмки форматы киноплёнки, печать с которых производится оптическим способом с увеличением или после цифровой обработки. Так, основные съёмки фильма «Тёмный рыцарь» велись на 35-мм киноплёнку, а самые зрелищные сцены снимались камерой «MSM 9802» формата IMAX.
Многие фильмы, демонстрирующиеся в кинотеатрах IMAX, целиком сняты на формат, меньший оригинального — «Супер Панавижн 70» или даже «Супер-35» и увеличены при оптической печати. Единственным примером съёмки в оригинальном формате, несмотря на громоздкость аппаратуры, являются фильмы «Космическая станция 3D» и «Хаббл IMAX 3D», значительная часть которых отснята в околоземном пространстве. Для этого механиком IMAX Марти Мюллером был в единственном экземпляре построен киносъёмочный аппарат «ICBC 3D» (англ. IMAX Cargo Bay Camera), пригодный для транспортировки кораблём «Спейс шаттл». Из-за особенностей конструкции перезарядка аппарата во время полёта была невозможна, и весь материал должен был быть отснят на 1800 метров киноплёнки, заряженных на Земле, и достаточных для 8 минут непрерывной работы камеры.

### Проектор

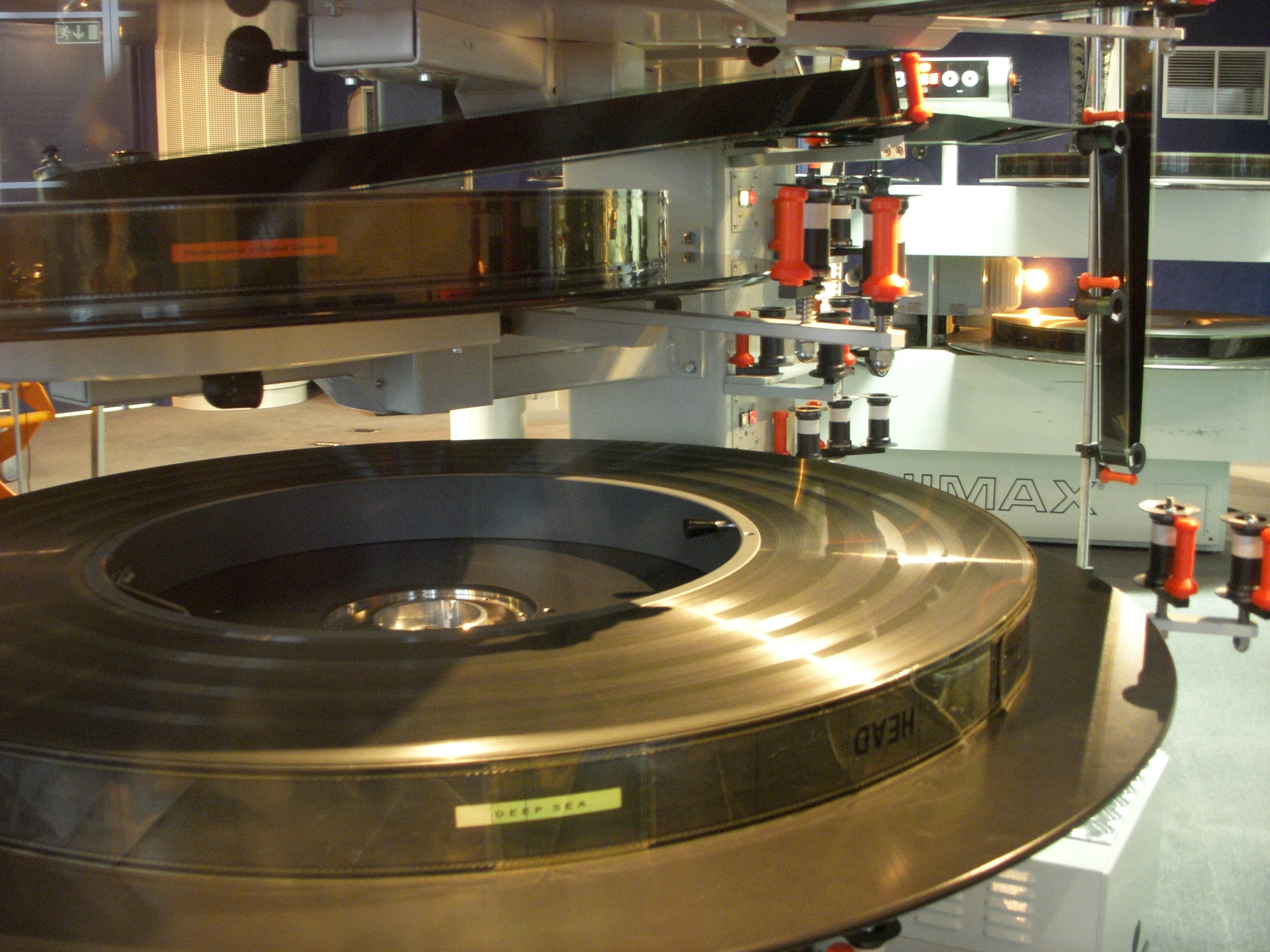
Плэттер кинопроектора IMAX с фильмокопией

Благодаря единственному прогону через киносъёмочный аппарат киноплёнка почти не получает повреждений, обусловленных её большой скоростью и высокими нагрузками зубьев грейфера на перфорацию. Напротив, фильмокопии рассчитываются на многократное прохождение через лентопротяжный тракт кинопроектора, что накладывает жёсткие требования на допустимые механические нагрузки.
Поэтому все кинопроекторы IMAX вместо скачкового механизма оснащены оригинальной системой прерывистого перемещения плёнки «катящаяся петля», в которой отсутствует классический фильмовый канал. Из-за большого размера кадра в оптическую систему кинопроектора добавлена стеклянная поверхность, к которой с помощью вакуумного насоса прижимается киноплёнка. В результате изгиб плёнки исключается, и весь кадр в момент проекции находится в фокальной плоскости объектива, обеспечивая высокое качество изображения на экране. Большое увеличение требует повышенной устойчивости кадра по сравнению с традиционным кинематографом. Поэтому в системе транспортировки плёнки предусмотрен неподвижный контргрейфер, фиксирующий перфорацию по всем четырём углам кадрового окна во время проекции.
За счёт высокого КПД механизма транспортировки угол раскрытия обтюратора в проекторах IMAX примерно на 20 % больше, чем в обычных, что дополнительно увеличивает световую отдачу. К последней при кинопроекции по системе IMAX предъявляются особые требования из-за огромных размеров экрана. Достичь хорошей освещенности на таком экране значительно труднее, чем на обычном. Поэтому ксеноновая лампа проектора обладает мощностью, превышающей мощность ламп обычных кинопроекторов, и оснащается системой водяного охлаждения или мощной приточно-вытяжной вентиляцией. Проекторы комплектуются короткофокусными объективами, обеспечивающими большое увеличение и специально рассчитанными под геометрию зала IMAX. Масса кинопроектора IMAX может достигать 1,8 тонны.
Фильмокопия IMAX также обладает существенной массой и большой длиной, поэтому рулоны с фильмом располагаются горизонтально на специальных плэттерах, позволяющих уменьшить износ киноплёнки по сравнению с вертикально расположенными бобинами традиционных кинопроекторов.

### Звук
В отличие от обычного широкоформатного кино, IMAX изначально не имел совмещённой фонограммы на киноплёнке. Вместо неё использовались две отдельные перфорированные магнитные ленты шириной 35 и 17,5 мм, синхронизированные с кинопроектором. На первой записывался 6-канальный звук, а на второй — 3 канала звуковых эффектов. В дальнейшем систему упростили, оставив только 35-мм магнитную ленту с 7-канальным звуком типа «Синерамы». С начала 1990-х годов для воспроизведения звука в кинотеатрах начал использоваться 7-канальный (6.1) цифровой звук, синхронизированный с кинопроектором при помощи временно́го кода SMPTE.
При этом звук воспроизводится с жёсткого диска без компрессии и декодируется по системе Dolby Digital. В современных цифровых кинотеатрах звуковые данные воспроизводятся сервером с того же жёсткого диска, с которого воспроизводится изображение. Громкоговорители располагаются за экраном и по периметру кинозала для достижения максимального эффекта присутствия. Для повышения разборчивости речи на фонограмме при строительстве кинотеатров IMAX особое внимание уделяется акустическому оформлению зала, поэтому для соблюдения фазовых характеристик динамики монтируются с применением лазерного дальномера для точного соблюдения монтажных расстояний.

### Кинозал
Кинотеатр, рассчитанный на технологию IMAX, существенно отличается от обычного. Большая разрешающая способность системы и качественная детализация изображения допускают расположение зрителей близко к экрану, что позволяет полностью перекрыть им поле зрения человека. За счёт отсутствия «слепых» зон происходит эффект полного погружения в сцену, усиливающийся при демонстрации 3D-кинофильмов.
При этом зал не рассчитан на большую вместительность: обычно строится от 8 до 14 рядов кресел, задние из которых расположены от экрана на расстоянии, примерно равном его высоте. Таким образом, зрители оказываются прямо перед экраном, стандартный размер которого 22×16,1 м, но может быть и значительно больше, в зависимости от размеров зала. Современные кинозалы для цифровой версии IMAX часто перепрофилируются из обычных залов заменой оборудования и интерьера. Из-за особенностей планировки невозможен проход вдоль экрана и размещение перед ним сцены.

## Разновидности IMAX

### IMAX Dome / OMNIMAX

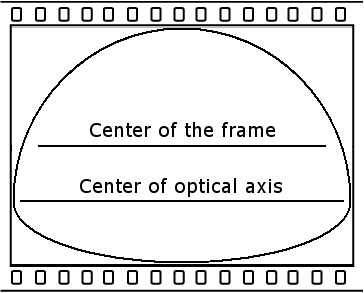
Полезная часть формата OMNIMAX, проецируемая на экран

Сферорамная киносистема, основанная на использовании кадра киноплёнки формата IMAX и рассчитанная на демонстрацию фильма на экран в виде купола.
Съёмка и проекция осуществляются при помощи объектива типа «рыбий глаз». Такой объектив сильно искажает изображение, снимаемое на плёнку, поэтому границы изображения на фильмокопии криволинейны. При проекции плоского изображения на купол искажения, привнесённые «рыбьим глазом», компенсируются формой экрана и получается картина, аналогичная полусферическому обзору. Зрители располагаются в специальных креслах полулёжа, а их взгляд направлен на купол, наклонённый под углом 25° к горизонту.
Для получения изображения, заполняющего купол, оптическая ось объектива при съёмке и проекции проходит не через центр кадрового окна, как обычно, а значительно ниже, поэтому небо занимает большую часть изображения. В результате использования сверх широкоугольного объектива изображение покрывает по горизонтали угол обзора в 180°, а по вертикали до 100° вверх и 22° вниз. Изображение получается гигантских размеров, например, его площадь в купольном кинотеатре Копенгагена превышает 800 квадратных метров. Характерной особенностью кинотеатров OMNIMAX является устройство аппаратной, работа которой видна зрителям. Перед началом сеанса кинопроектор поднимается по рельсам к проекционному окну, расположенному в центре зала, как в планетариях, а по окончании опускается для перезарядки и обслуживания.

### IMAX 3D
Первый стереоскопический фильм стандарта IMAX «Мы рождены звёздами» (англ. We Are Born of Stars) вышел на экраны в 1985 году. Он был чёрно-белым и его проекция осуществлялась с одной киноплёнки методом анаглифа. Полноценный цветной стереофильм «Крылья храбрости» (англ. Wings of courage) впервые показан только 21 апреля 1995 года в новом нью-йоркском кинотеатре IMAX 3D Theatre. Для его съёмки использованы две синхронизированных камеры, а проекция велась двумя кинопроекторами с поляризационными светофильтрами. 
Созданная в тот момент кино система IMAX 3D использует две 65-миллиметровые плёнки для съёмки отдельных изображений для правого и левого глаза.
Аппарат Solido с двумя киноплёнками весит почти 100 кг, что существенно затрудняет съёмочный процесс, особенно подвижной камерой. Цифровые фильмы IMAX 3D снимаются сдвоенными цифровыми кинокамерами, чаще всего с сенсором формата Super-35, и затем переводятся в цифровой стандарт IMAX.
Для демонстрации 3D-фильмов в кинотеатрах IMAX используются две разные технологии. Первая предусматривает проекцию стереопары при помощи двух одинаковых кинопроекторов одновременно. При этом применяется поляризационный метод получения стереоизображения. С помощью установленных на объективах кинопроекторов поляризационных фильтров изображения для левого и правого глаза поляризуются во взаимно перпендикулярных плоскостях. Аналогичные фильтры в очках пропускают к каждому глазу только «своё» изображение.
Основной недостаток метода — высокие требования к экрану, прежде всего экран не должен менять поляризацию падающего на него света от двух проекторов, в противном случае происходит разрушение стереоэффекта. Чтобы этого избежать, в IMAX используется экран с серебряным покрытием.
Вторая технология предусматривает проекцию с удвоенной частотой 48 кадров в секунду. Стереопара проецируется на экран последовательно. При этом в очки встроены жидкокристаллические затворы, синхронизированные с кинопроекцией и перекрывающие поле зрения каждого глаза в момент проекции «чужого» изображения. В результате каждый глаз получает только своё изображение с нормальной частотой 24 кадра в секунду.

### IMAX 4DX
Маркетинговое название сети кинотеатров, основанных на спецэффектах 4D, усиливающих эффект присутствия. В большинстве случаев являются расширенной версией цифровой системы IMAX и не имеют отношения к самому формату.

### IMAX HD
Отличается от традиционного IMAX повышенной частотой киносъёмки и проекции в 48 кадров в секунду. Это позволяет уменьшить прерывистость движения, особенно заметную на экранах больших размеров. Кроме того, повышение естественности передачи движения усиливает эффект присутствия. Фильмокопия IMAX HD вдвое превышает по длине и массе фильмокопию обычного IMAX. Кроме того, при съёмке и проекции плёнка движется в аппаратах вдвое быстрее, что увеличивает стоимость оборудования. Последний фактор стал главным препятствием для его распространения, однако некоторые кинотеатры IMAX HD используются для сеансов компьютерной симуляции, а кинотеатр в Диснейленде объединил эту технологию со сферорамной.

## Цифровая система IMAX

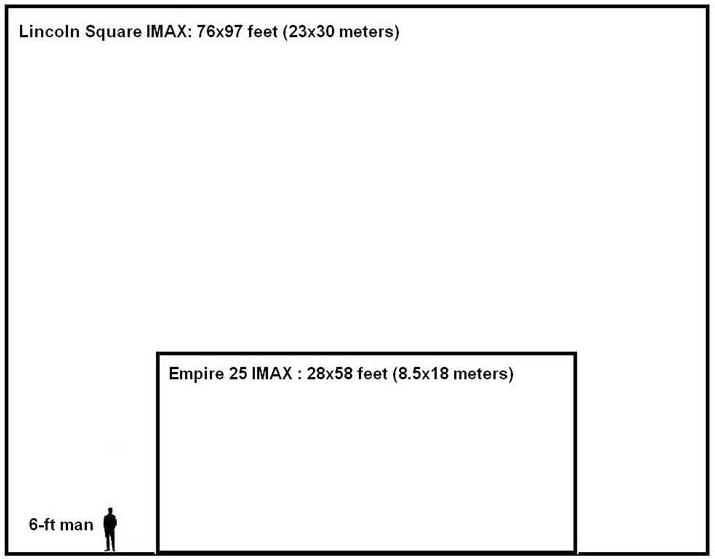
Сравнительные размеры экрана цифрового кинотеатра IMAX (Empire) и экрана IMAX для демонстрации с киноплёнки (Lincoln Square)

Стандарт IMAX Digital Theatre System появился на рынке в 2008 году как маркетинговый ход, позволяющий сохранить рынки в условиях массового переоснащения киносетей цифровым кинопоказом. Этот стандарт касается только устройства кинозала и никак не связан с информационной ёмкостью изображения. От обычных цифровых кинотеатров IMAX Digital отличается планировкой зала и размерами экрана, наблюдаемого с небольших расстояний. Кроме того, используется более совершенная звуковая система. В качестве цифрового стандарта может быть использован как обычный DCP, так и специальный пакет IMAX, представляющий собой расширенную версию DCP. При этом возможен показ как «плоских», так и 3D-фильмов.
Цифровой кинопоказ избавляет от необходимости транспортировки громоздких рулонов с киноплёнкой и удешевляет демонстрацию в формате IMAX. Однако, появление цифровой версии привело к определённым несоответствиям, поскольку многие киносети, присвоившие своим кинотеатрам бренд IMAX, не меняли планировку кинозалов, а просто установили цифровые кинопроекторы, соответствующие стандарту. Размеры экранов в таких залах значительно меньше, чем в построенных специально для IMAX, с использованием плёночных проекторов.
Другое несоответствие касается разрешающей способности проектора, которая для достижения качества пленочного IMAX должна быть эквивалентна 12000×8700 элементарным пикселям или 6120×4500 различимым. Большинство цифровых кинотеатров IMAX оснащается двумя цифровыми кинопроекторами с разрешающей способностью 2К, эквивалентной 2048×1080 пикселей.
Оригинальный цифровой стандарт IMAX предусматривает использование двух проекторов с разрешением 4К, однако, даже такая система не достигает теоретически необходимого разрешения, примерно равного 8K (по другим данным — минимум 12К). Из-за огромной разницы в качестве изображения между плёночным и цифровым IMAX последний большинство кинокритиков презрительно называет Lie-MAX («Лай-МЭКС», буквально, «лживый Макс»). Однако, развитие технологий телевидения сверхвысокой чёткости позволяет в перспективе полностью приблизить качество изображения цифровых кинотеатров IMAX к плёночным.

### Цифровая камера IMAX 3D
В 2011 году компания IMAX объявила о разработке цифровой кинокамеры 3D с разрешающей способностью, близкой к своему плёночному аналогу. Комбинация из двух цифровых камер, спроектированных на основе Phantom 65 с разрешением по 4К каждая, пригодна для съёмки сцен, когда оригинальный киносъёмочный аппарат непригоден из-за шумности или габаритов. Кроме того, цифровая камера не требует больших и тяжёлых рулонов киноплёнки для съёмки длинных монтажных планов. Первым фильмом, в котором использована новая система, стал «Рождённые свободными» (англ. Born to be Wild), примерно 10 % исходного материала которого отснято цифровой камерой 3D. Однако, несмотря на появление цифровых камер, завершающих создание полноценной цифровой кино системы, в планы IMAX не входит отказ от производства фильмов на киноплёнке.
В 2014 году вышел первый 3D-фильм «Трансформеры: Эпоха истребления», полностью отснятый цифровой кинокамерой разрешением 4К. По сравнению с плёночным аналогом камера получилась относительно лёгкой — чуть больше 17 кг (38 фунтов).

### Цифровая камера IMAX 2D
В 2015 году компания IMAX объявила о начале выпуска цифровой кинокамеры 2D, которая была разработана вместе с Arri на основе модели «Alexa 65» с широкоформатным сенсором. Первым фильмом, в котором использована новая система, стал фильм «Первый мститель: Противостояние». Режиссёры Джо и Энтони Руссо объявили, что фильм «Мстители: Война бесконечности» и его продолжение будут полностью сняты с цифровыми камерами IMAX 2D.

## Технология IMAX DMR
Процесс, запатентованный IMAX (англ. Digital Media Remastering) и разработанный на основе технологии Digital Intermediate.
Предназначен для перевода фильмов, снятых на плёнку меньших форматов, в формат IMAX. Оригинальный негатив фильма сканируется c высоким разрешением, затем при помощи обработки компьютером резкость изображения увеличивается для его оптимизации к показу на большом экране. С полученной цифровой мастер-копии производится печать фильмокопий на 70-миллиметровой плёнке с помощью фильм-рекордера.
Первым фильмом, переведённым таким способом в формат IMAX, стал «Аполлон-13», на цифровую обработку изображения которого ушло 3 месяца. В дальнейшем технология была усовершенствована и процесс сократился до трёх недель. Из-за технологического ограничения предельной длины фильмокопии IMAX первые фильмы, перепечатанные по этой технологии, были укорочены за счёт удаления части сцен. Начиная с 2002 года большинство голливудских фильмов, снятых в традиционных форматах, выпускается также в формате IMAX после ремастеринга.

## Распространенность формата

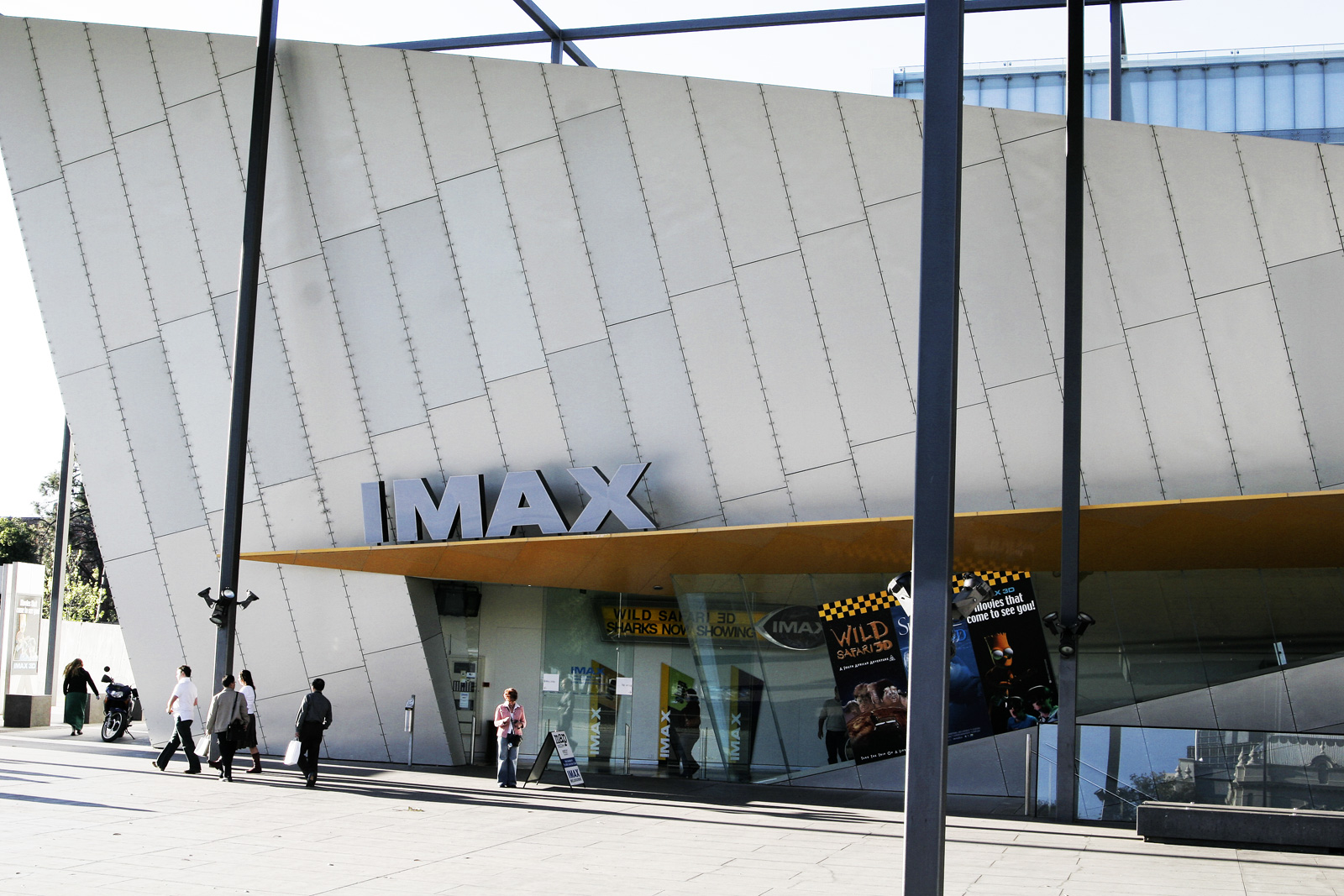
Кинотеатр IMAX в Мельбурне, Австралия

По состоянию на 31 марта 2023 года имеется 1711 кинотеатров IMAX в 80 странах мира, большинство из них расположено в США и Китае. Примерно половина всех кинотеатров IMAX являются коммерческими, половина — образовательными.
Разновидность IMAX DOME технологии IMAX (изначально называлась OMNIMAX, или «сферорама Омнимакс»), предназначена для проекции изображения на куполообразный экран. Фильмы также могут демонстрироваться в 3D с помощью технологии IMAX 3D.
Кинотеатр IMAX с самым большим в мире экраном был расположен в Сиднее (размер экрана 35,72 м × 29,57 м). 25 сентября 2016 года было принято решение о его закрытии и последующем сносе. К концу 2019 — началу 2020 г.г. на месте старого снесённого здания планируется построить новое, The Ribbon. Размер экрана в новом здании незначительно уменьшится, однако звание самого большого IMAX экрана в мире экран в Сиднее сохранит.
Тем самым на время строительства нового экрана в Сиднее титул самого большого экрана в мире перешёл кинотеатру в Мельбурне (размер экрана 32 м × 23 м) в той же Австралии.
Крупнейшие в Северной Америке кинотеатры IMAX DOME расположены в Джерси-Сити, США и Ванкувере, Канада.

### Кинотеатры IMAX в странах мира
В России по состоянию на 2021 год насчитывалось 50 кинотеатров. На территории Украины на июль 2017 года  насчитывается 5 залов IMAX: в Киеве, Одессе, Львове, Харькове и Днепре. 
24 апреля 2019 откроется первый украинский зал IMAX with Laser, технология будет применяться в кинотеатре Multiplex Lavina IMAX Лазер. Особенность технологии заключается в расширении цветовой палитры изображения и усилении резкости и контрастности, что позволяет углубить эффект присутствия в сюжетной линии фильма.

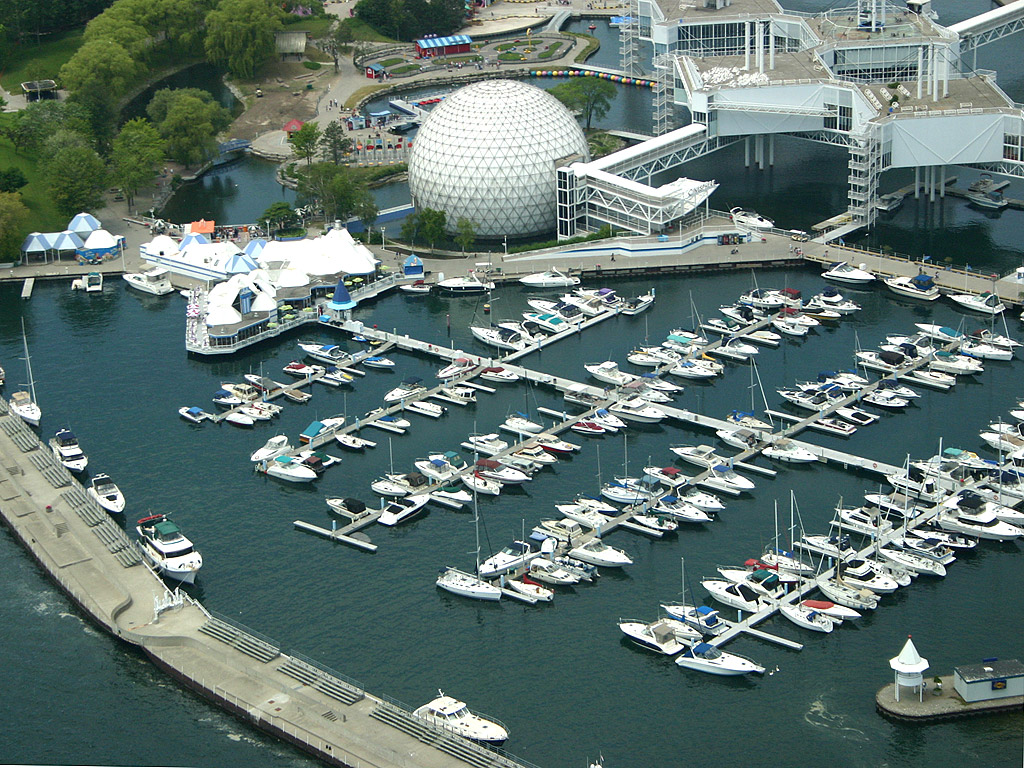
«Киносфера» — первый IMAX-кинотеатр. Расположен в Торонто (Канада)
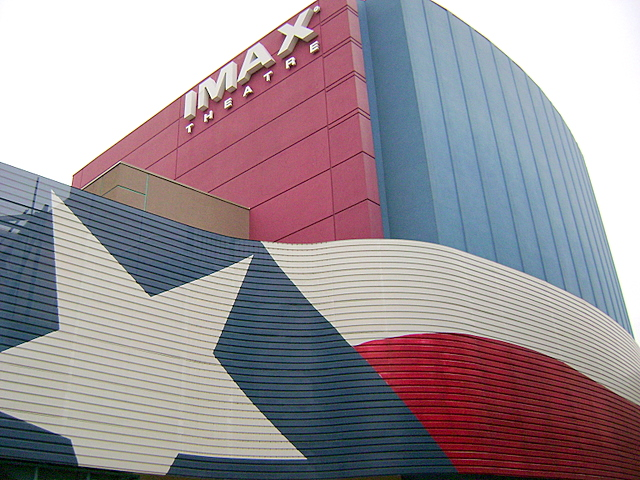
Кинотеатр IMAX в торговом центре River Centre, Сан-Антонио (США)
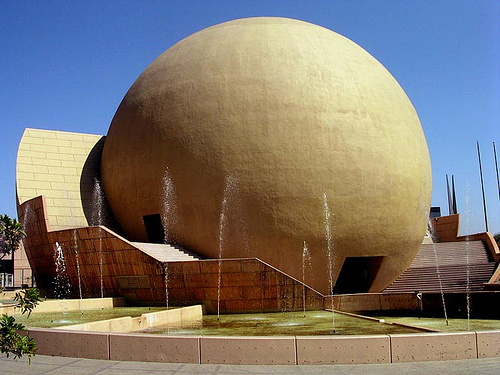
Купольный кинотеатр IMAX DOME в Тихуане (Мексика)
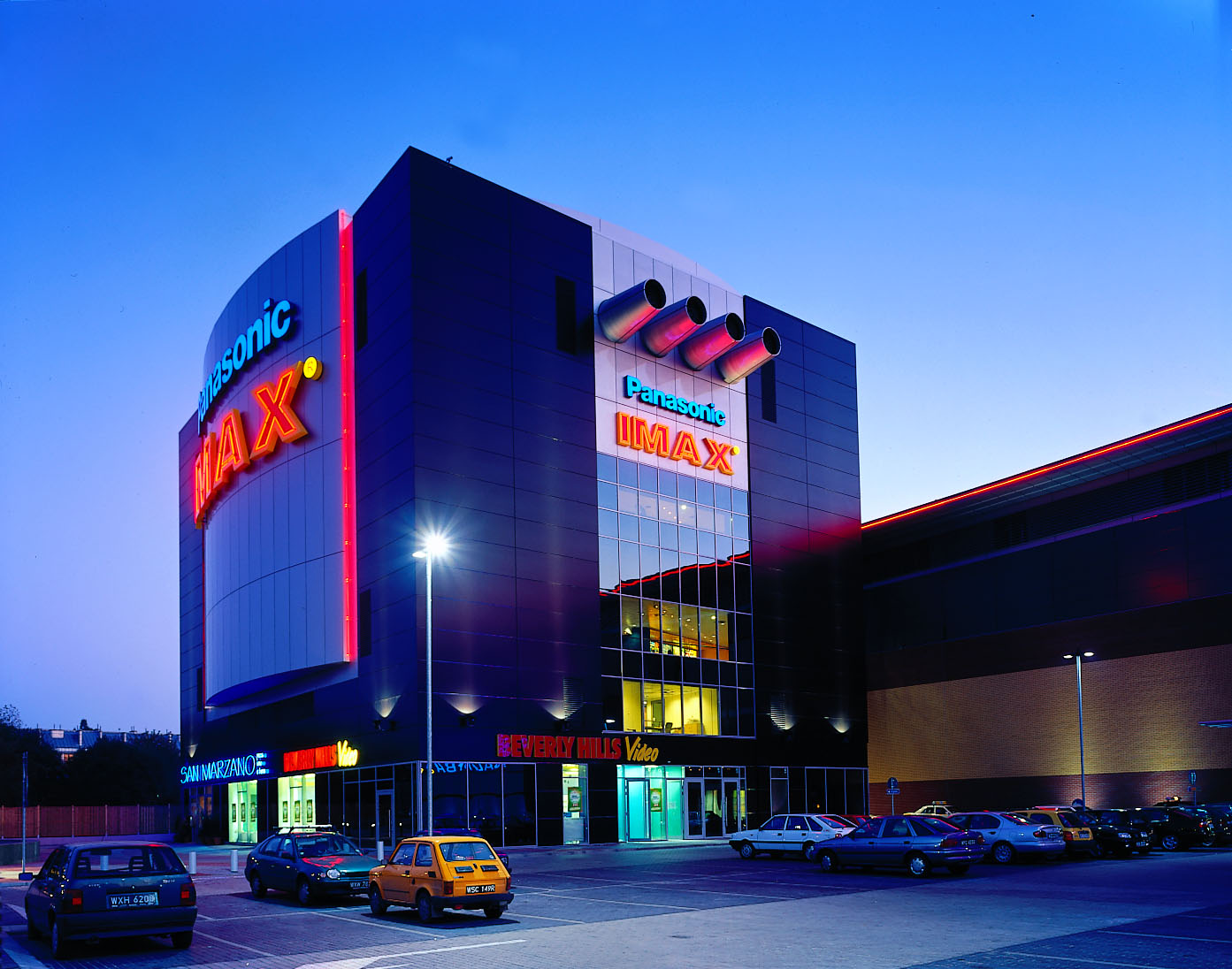
Кинотеатр IMAX в Варшаве (Польша)
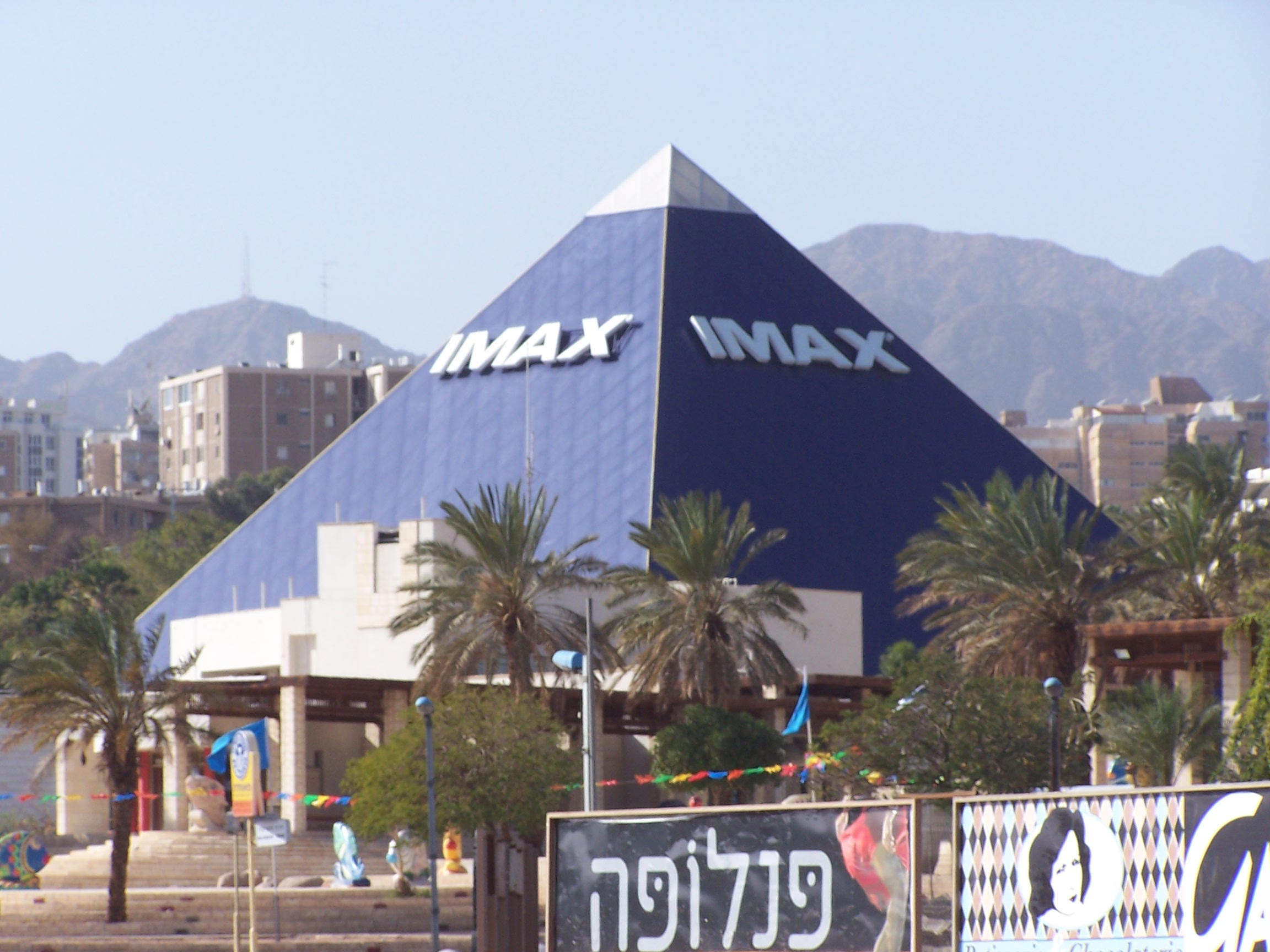
Кинотеатр IMAX в Эйлате (Израиль)
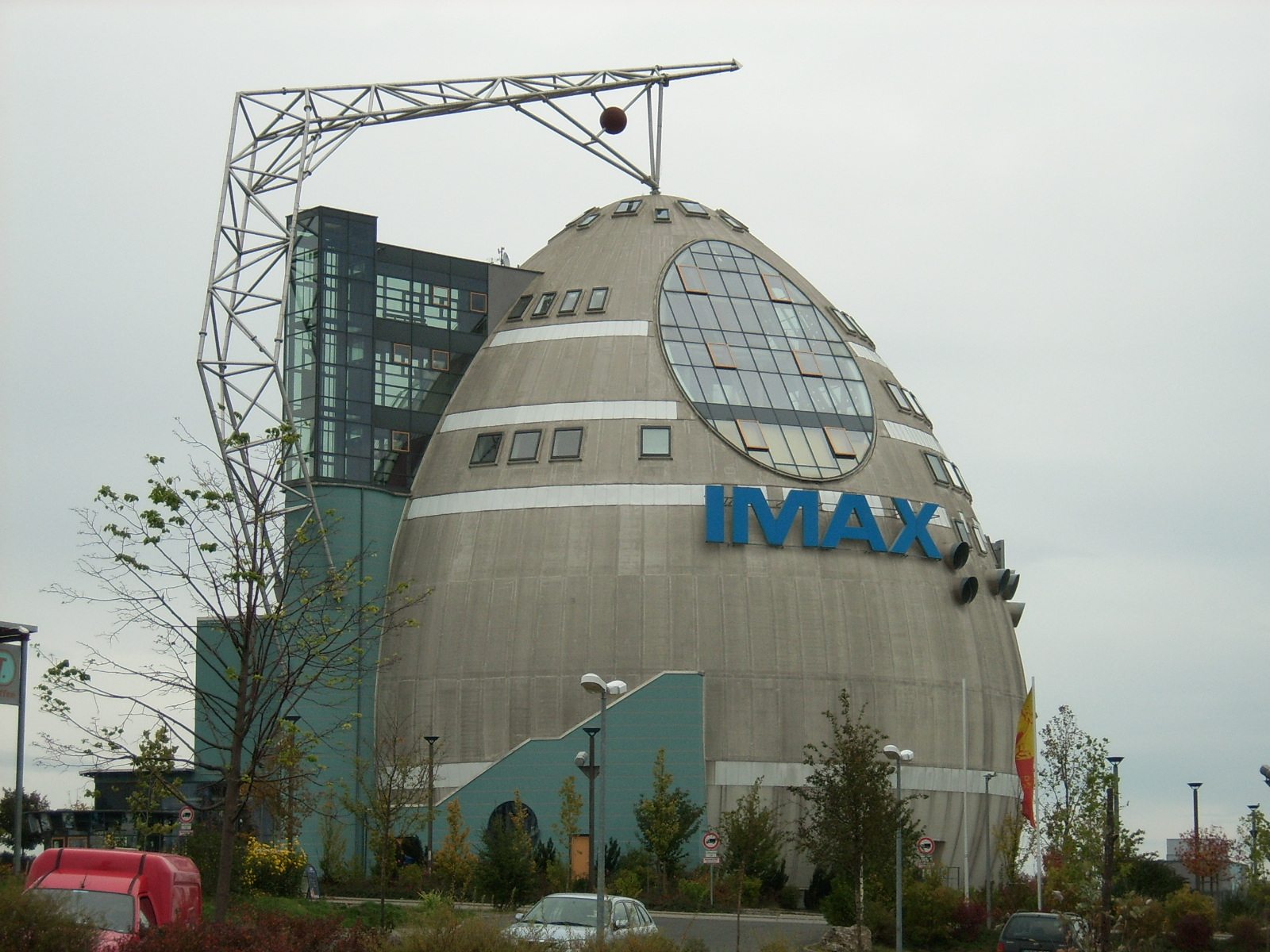
Кинотеатр IMAX в Вюрцбурге (Германия)